# 馬丁島
馬丁島是蘇格蘭的島嶼，屬於薩默群島的一部分，面積1.57平方公里，最高點海拔高度120米，該島的主要經濟活動曾經有農業和漁業，島上無人居住。
57°56′42″N 5°13′30″W / 57.94500°N 5.22500°W